# Seznam mateřských škol v Brně

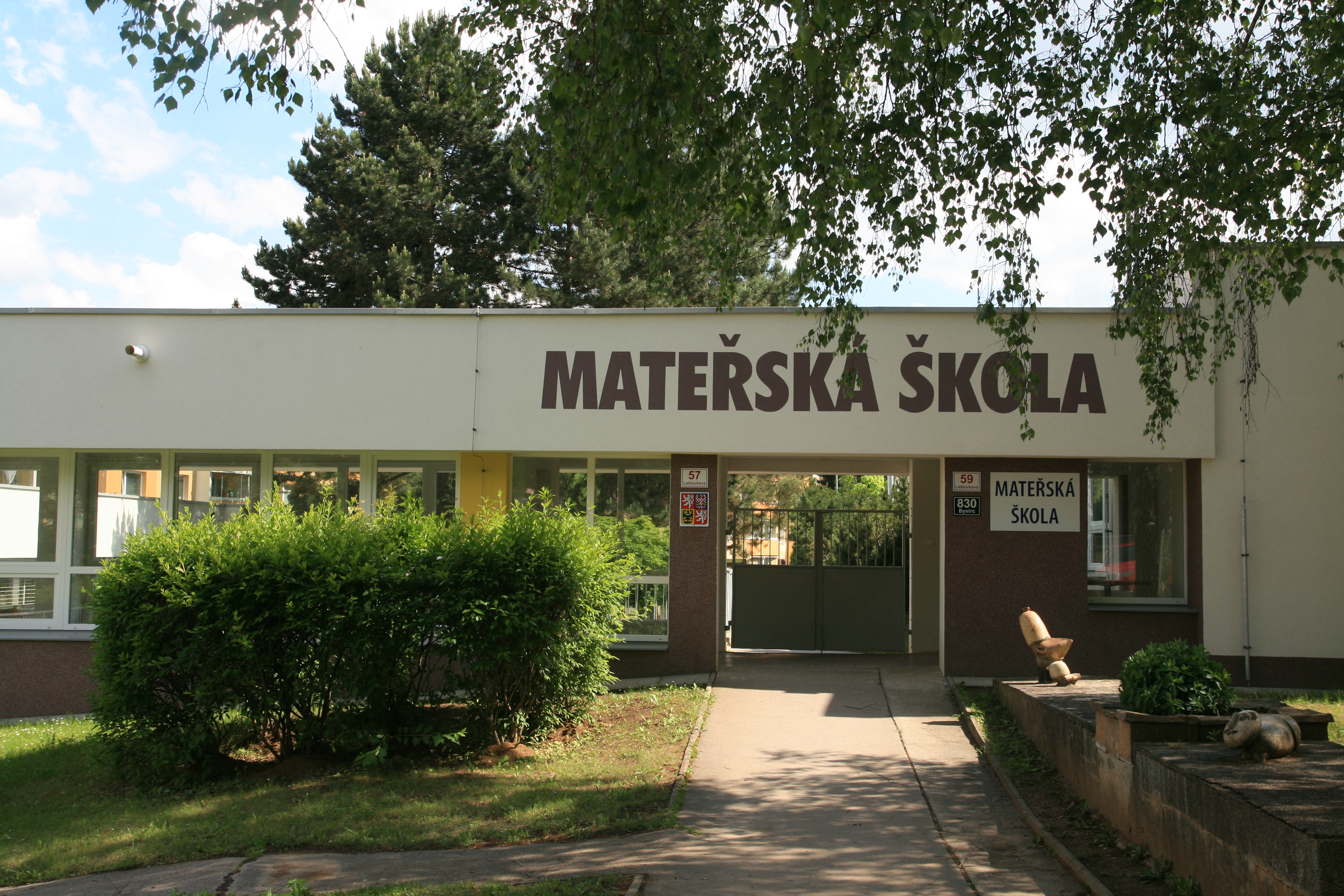
Mateřská škola Laštůvkova

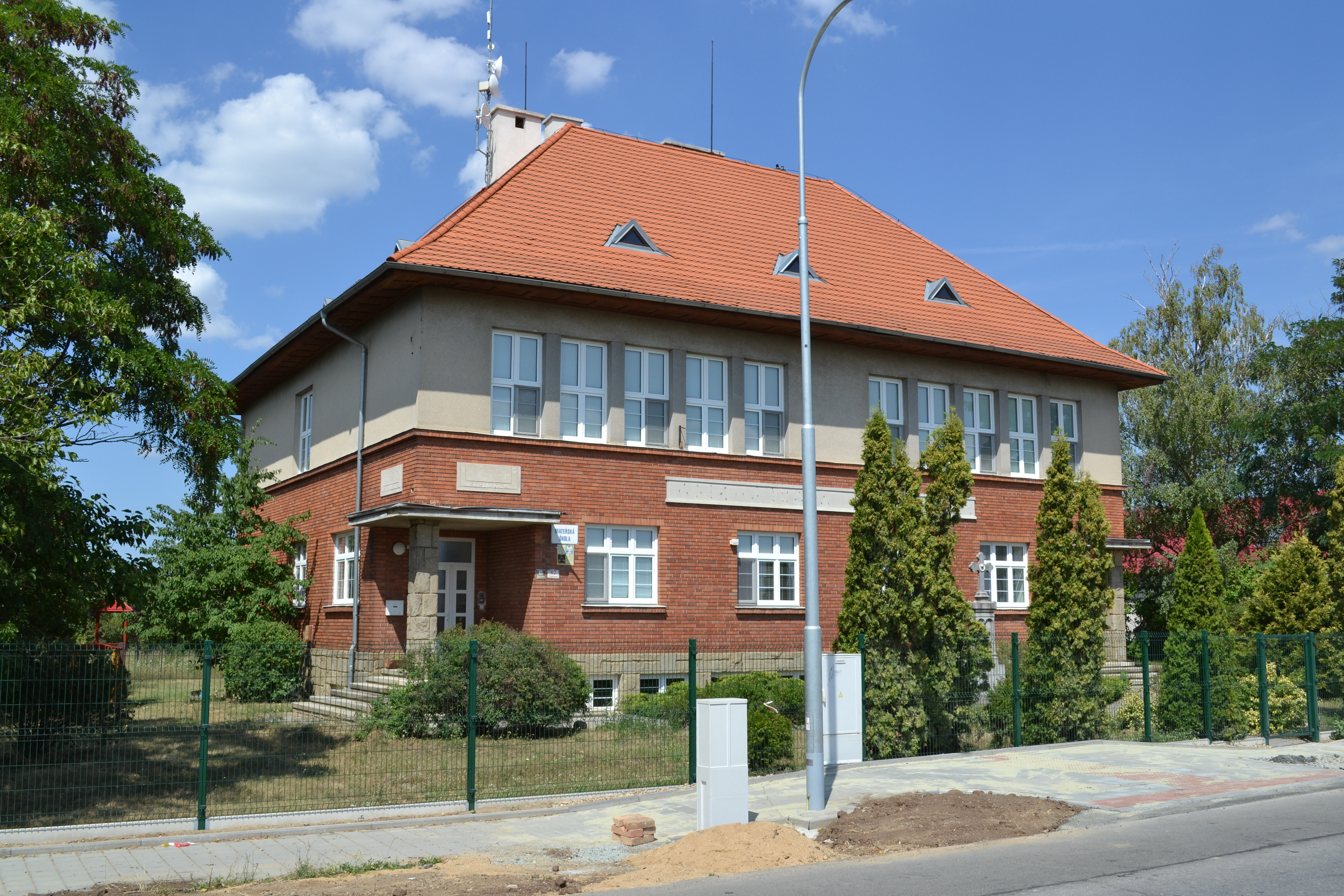
Mateřská škola Holásecká, budova Zapletalova

Seznam mateřských škol v Brně uvádí přehled všech státních, veřejných, církevních a soukromých mateřských škol v Brně, včetně lesních mateřských škol. Je aktuální k březnu 2023 a obsahuje 178 položek.

## Státní mateřské školy
Zřizovatelem těchto škol je Ministerstvo školství, mládeže a tělovýchovy České republiky.
- Střední škola, základní škola a mateřská škola pro zdravotně znevýhodněné, Brno, Kamenomlýnská 1
- Základní škola a mateřská škola logopedická, Brno, Veslařská 234

## Veřejné mateřské školy
Zřizovatelem těchto škol je Jihomoravský kraj, město Brno, nebo městské části.
- Mateřská škola a základní škola Brno, Kociánka, 6a
- Mateřská škola, základní škola a střední škola Gellnerka Brno, Šrámkova 1
- Mateřská škola a základní škola při Fakultní nemocnici Brno, Černopolní 9
- Mateřská škola speciální, základní škola speciální a praktická škola Elpis Brno, Františky Skaunicové 17
- Mateřská škola, základní škola a praktická škola Brno, Štolcova, Lomená 44
- Lužánky – středisko volného času Brno, Žerotínovo náměstí 1
- Mateřská škola Brno, Amerlingova 4
- Mateřská škola, Brno, Bulharská 62
- Mateřská škola Pohádka, Brno, Běloruská 4
- Mateřská škola Brno, Černopolní 3a
- Mateřská škola Brno, Francouzská 50
- Mateřská škola Rozárka, Brno, Herčíkova 12
- Mateřská škola Skřivánek, Brno, Kachlíkova 19
- Mateřská škola Brno, Nádvorní 3
- Mateřská škola Brno, Měřičkova 46
- Mateřská škola Brno, Pšeník 18
- Mateřská škola, Brno, Purkyňova 21
- Mateřská škola Brno, Úvoz 57
- Mateřská škola, Brno, Dobrovského 66
- Mateřská škola, Brno, Elišky Krásnohorské 15
- Mateřská škola, Brno, Herčíkova 21
- Mateřská škola Zdislava, Brno, Pellicova 4
- Mateřská škola Pod Špilberkem, Brno, Údolní 9a
- Mateřská škola, Brno, Labská 7
- Mateřská škola, Brno, Hochmanova 25
- Mateřská škola Duha, Brno, Kachlíkova 21
- Mateřská škola, Brno,Nopova 15
- Mateřská škola, Brno,Kamenáčky 28
- Mateřská škola, Brno, Letní 3
- Mateřská škola "Na kopečku u zvonečku", Brno, Horní 17
- Mateřská škola, Brno, Božetěchova 65
- Mateřská škola Bořetická 7, 62900 Brno, Bořetická 7
- Mateřská škola Prušánecká 8, Brno, Prušánecká 8
- Mateřská škola Pomněnky, Brno, Oblá 51
- Mateřská škola Brno, Absolonova 20a
- Mateřská škola Brno, Bellova 2
- Mateřská škola Brno, Bieblova 16
- Mateřská škola Kamarád, Brno, Čtvrtě 3
- Mateřská škola Žabka, Brno, Drdy 25
- Mateřská škola, Brno, Fanderlíkova 9a
- Mateřská škola, Brno, Hatě 19
- Mateřská škola Brno, Jugoslávská 70
- Mateřská škola Brno, Kárníkova 4
- Mateřská škola Brno, Kohoutova 6
- Mateřská škola, Brno, ulice Kosmonautů 2
- Mateřská škola Brno, Křenová 76a
- Mateřská škola, Brno, Oderská 2
- Mateřská škola Brno, nám. SNP 25a
- Mateřská škola Brno, Novoměstská 1
- Mateřská škola Studánka, Brno, Ondrova 25
- Mateřská škola Beruška, Brno, Plovdivská 6
- Mateřská škola Brno, Kšírova 3
- Mateřská škola Brno, Proškovo nám. 6
- Mateřská škola Brno, Brechtova 6
- Mateřská škola Brno, Hněvkovského 62
- Mateřská škola Brno, Kamenná 21
- Mateřská škola Brno, Vídeňská 39a
- Mateřská škola, Brno, Synkova 24
- Mateřská škola, Brno, Trnkova 81
- Mateřská škola Brno, Vinařská 4
- Mateřská škola, Brno, Šaumannova 20
- Mateřská škola Velkopavlovická 15, 62900 Brno, Velkopavlovická 15
- Mateřská škola Brno, Škrétova 2
- Mateřská škola Brno, Slunná 25
- Mateřská škola Paraplíčko Brno, Tumaňanova 59
- Mateřská škola Adélka, Brno, U Velké ceny 8
- Mateřská škola Brno, V Aleji 2
- Mateřská škola Brno, Záhumenice 1
- Mateřská škola Brno, Zelná 70
- Mateřská škola Brno, Skořepka 5
- Mateřská škola Brno, Soukenická 8
- Mateřská škola Brno, Údolní 68
- Mateřská škola Brno, Tučkova 36
- Mateřská škola, Brno, Žižkova 57
- Mateřská škola Brno, Šrámkova 14
- Mateřská škola Brno, Tišnovská 169
- Mateřská škola Brno, Štolcova 51
- Mateřská škola Brno, Veslařská 256
- Mateřská škola Brno, Jihomoravské nám. 5
- Mateřská škola Radost, Brno, Michalova 2
- Mateřská škola Brno, Hudcova 435 / 47
- Mateřská škola Brno, Bílého 24
- Mateřská škola, Brno,Bosonožská 4
- Mateřská škola, Brno, Gabriely Preissové 8
- Mateřská škola Brno, Holásecká 11
- Mateřská škola Brno, Švermova 11
- Mateřská škola, Brno, Chodská 15
- Mateřská škola, Brno, Chodská 5
- Mateřská škola Laštůvkova 57
- Mateřská škola Brno, Libušina třída 29
- Mateřská škola Vážka, Brno, Rybnická 45
- Mateřská škola Brno, U Lípy Svobody 3
- Mateřská škola Brno, Klášterského 14
- Mateřská škola Brno, Slavíčkova 1
- Mateřská škola Sedmikráska, Brno, Zengrova 3
- Mateřská škola Zvídálek, Brno, Kachlíkova 17
- Mateřská škola Pastelky, Brno,Jamborova 11
- Mateřská škola Family, Brno, Mazourova 2
- Mateřská škola Na Osadě, Brno,Koperníkova 6
- Mateřská škola Sněhurka Bořetická 26, Brno, Bořetická 26
- Mateřská škola Brno, Dubová 2
- Mateřská škola Brno, Marie Majerové 14
- Mateřská škola Brno, Řezáčova 3
- Mateřská škola Brno, Uzbecká 30
- Mateřská škola, Brno, Štolcova 21
- Mateřská škola, Brno, Vackova 70
- Mateřská škola, Brno, Neklež 1a
- Mateřská škola, Brno, Puchýřova 13a
- Mateřská škola Brno, Všetičkova 19
- Mateřská škola Sluníčko, Brno, Strnadova 13
- Mateřská škola Brno, Cihelní 1a
- Mateřská škola, Brno, Kneslova 7
- Základní škola a mateřská škola Brno, Kotlářská 4
- Základní škola a mateřská škola, Brno, Horníkova 1, Horníkova 13
- Základní škola a Mateřská škola Brno, Merhautova 37
- Základní škola a mateřská škola Brno, nám. 28. října 22, Stará 13
- Základní škola a Mateřská škola Brno, Chalabalova 2, Libušina třída 15
- Základní škola a Mateřská škola Brno, Milénova 14, Loosova 11
- Základní škola a Mateřská škola Brno, Blažkova 9, Nejedlého 13
- Základní škola a mateřská škola Brno, Přemyslovo nám. 1
- Základní škola a mateřská škola Brno, Horní 16
- Základní škola a Mateřská škola, Brno, Jana Broskvy 3
- Základní škola a mateřská škola Brno, Jihomoravské nám. 2, Jihomoravské náměstí 4
- Základní škola a mateřská škola Brno, Husova 17, Jánská 22
- Základní škola a Mateřská škola, Brno, Elišky Přemyslovny 10
- Základní škola a mateřská škola Brno, Křídlovická 30b
- Základní škola a mateřská škola Brno, Vedlejší 10
- Základní škola J. A. Komenského a Mateřská škola Brno, nám. Republiky 10, Cacovická 6
- Základní škola a mateřská škola Brno, Křenová 21, Mlýnská 27
- Základní škola a mateřská škola Brno, Antonínská 3, Bayerova 5
- Základní škola a Mateřská škola Brno, Pastviny 70
- Základní škola a Mateřská škola, Brno, Staňkova 14
- Základní škola a mateřská škola Brno, Blanenská 1
- Základní škola a Mateřská škola Brno, Bosonožské nám. 44, Konopiska 6
- Masarykova základní škola a Mateřská škola Brno, Zemědělská 29
- Mateřská škola speciální, základní škola speciální a praktická škola Ibsenka Brno, Kyjevská 5
- Mateřská škola Sluníčko, Brno, Štouračova 23
- Waldorfská škola Brno – střední škola, základní škola a mateřská škola, Plovdivská 8
- Mateřská škola Pohádka, Brno, Bratří Pelíšků 7
- Mateřská škola Oříšek Brno, Drozdí 210/2c
- Mateřská škola Kamechy, Brno, Kavčí 3
- Mateřská škola Brno, Šromova 55
- Základní škola a Mateřská škola Brno, náměstí Svornosti 7, náměstí Svornosti 8
- Mateřská škola Brno, Síčka 1a

## Církevní mateřské školy
Zřizovatelem těchto škol je církevní řád, nebo brněnské biskupství.
- Biskupské gymnázium Brno a mateřská škola, Barvičova 85
- Mateřská škola Milosrdných bratří, Vídeňská 7

## Soukromé mateřské školy
- Mateřská škola a základní škola Sluníčko – Montessori, Šrámkova 14
- Mateřídouška – soukromá mateřská škola, Jiráskova 29
- Soukromá mateřská škola a základní škola, Rozmarýnová 3
- Základní škola a Mateřská škola Pramínek, Heyrovského 13
- I. Německé zemské gymnasium, základní škola a mateřská škola, Voroněžská 5
- Akademia Gymnázium, Základní škola a Mateřská škola, Rašelinová 9
- Křesťanská Základní škola a Mateřská škola Jana Husa, Šujanovo náměstí 1
- Montessori Mateřská škola a Základní škola Perlička a Montessori Střední škola, Hlaváčova 6
- Základní škola a mateřská škola Basic, Zábranského 8
- Mateřská škola Safirka, Opálkova 16
- Montessori mateřská škola Klíček, Údolní 53
- Univerzitní mateřská škola Hrášek Mendelovy univerzity v Brně, Kohoutova 11
- Mateřská škola Kometka, Střední 26
- Mateřská škola Kometka Creativ, náměstí 28. října 16
- Základní škola a mateřská škola Didaktis, Mlýnská 44
- Josefínka mateřská škola, Tolstého 14
- Mateřská škola Světluška Brno, Terezy Novákové 62
- Montessori mateřská škola Semínko Brno, Melatín 24
- Mateřská škola Kinder-City, Černovice ev.č. 805
- Montessori Institut, základní škola a mateřská škola, Krymská 2
- Mateřská škola Malý strom, Žilkova 40a
- Ponny kids mateřská škola, Krondlova 1
- Creative Kids mateřská škola, Štefánikova 35
- Zdravá mateřská škola s montessori programem Mateřinka, Vrchlického sad 4

### Soukromé lesní mateřské školy
- Lesní mateřská škola V Závětří, Jerlínová
- Lesní mateřská škola Mariánka, Samoty
- Lištička – lesní mateřská škola, Kroftova
- Lesní mateřská škola Sýkorka – Frank Bold Kids, Tumaňanova
- Lesní mateřská škola Divočina, Střelnice
- Lesní mateřská škola Šiška, Libušino údolí